# El Pilar de la Mola
El Pilar de la Mola ist ein Ort auf der spanischen Baleareninsel Formentera. 2011 lebten 167 Einwohner im Ortskern und weitere 618 verstreut in der Umgebung. El Pilar liegt auf dem Kalkplateau La Mola, das eine Halbinsel im Osten Formenteras bildet.

## Sehenswürdigkeiten
- Kirche aus dem 18. Jahrhundert
- Windmühle Molí Vell

- Der Leuchtturm Far de la Mola, zwei Kilometer entfernt an der Meeresküste, wurde 1860/1861 durch den spanischen Ingenieur und Baumeister Emili Pou y Bonet erbaut. Später wurde ein Gedenkstein zu Ehren Jules Vernes errichtet, in dessen Roman Hektor Servadacs Reise durch die Sonnenwelt der Leuchtturm eine Rolle spielt.[1]

## Feste
- 24. Juni: Johannistag (Festa de Sant Juan)
- 12. Oktober: Patronatsfest (Festa del Pilar)